# Быстрица (нижний приток Днестра)
Бы́стрица (укр. Бистриця) — правый приток Днестра. Верхнее течение Быстрицы разделено на две части, названые по ближайшим городам: Быстрица-Солотвинская и Быстрица-Надворнянская. Последняя имеет длину в 94 км и бассейн 1,580 км², в то время как Быстрица-Солотвинская длиной 82 км и площадь её бассейна охватывает 795 км². Обе реки проистекают из отрогов Карпат в Ивано-Франковской области и являются типичными горными потоками прежде чем переходят в равнинную местность. У Ивано-Франковска обе реки сливаются в одну, и в 17 км к югу от Галича впадают в Днестр.
Длина реки Быстрица составляет 17 км, площадь водосборного бассейна — 2520 км².
Раньше Быстрица имела обыкновение часто менять русло, но в связи с построением дамб её течение стало стабильным.
В честь Быстрицы названы механические счётные машины, помимо этого, в 1980-х годах под названием «Быстрица» выпускалась металлическая масштабная модель грузовика.